# Waldreichs (Gemeinde Pölla)
Waldreichs ist eine Ortschaft und eine Katastralgemeinde der Gemeinde Pölla im Bezirk Zwettl in Niederösterreich.

## Geografie
Die Ortslage liegt zwischen dem Truppenübungsplatz Allentsteig und dem Dobrastausee auf einer weitgehend baumfreien und ebenen Fläche. Im Norden befinden sich mehrere große Teiche und im Osten bildet der Schloteinbach die Grenze.

## Geschichte
Der Ort wird mit dem Adeligen Rapoto de Waltreches erstmals 1258 genannt. Im Franziszeischen Kataster von 1823 ist in Waldreichs eine Häuserzeile erkennbar, weiters lagen die heute im Dobrastausee untergegangenen Mühlen Patzelmühle und Schloteinmühle auf dem Gebiet der Katastralgemeinde. Laut Adressbuch von Österreich war im Jahr 1938 in Waldreichs der Meierhof von Schloss Wetzlas verzeichnet, weiters gab es eine Ziegelei.

## Siedlungsentwicklung
Zum Jahreswechsel 1979/1980 befanden sich in der Katastralgemeinde Waldreichs insgesamt 4 Bauflächen mit 9.471 m² und ein Garten mit 3.108 m², 1999/2000 bestanden ebenso  4 Bauflächen und 2009/2010 standen 2 Gebäude auf 8 Bauflächen.

## Bodennutzung
Die Katastralgemeinde ist forstwirtschaftlich geprägt. 86 Hektar wurden zum Jahreswechsel 1979/1980 landwirtschaftlich genutzt und 125 Hektar waren forstwirtschaftlich geführte Waldflächen. 1999/2000 wurde auf 87 Hektar Landwirtschaft betrieben und 125 Hektar waren als forstwirtschaftlich genutzte Flächen ausgewiesen. Ende 2018 waren 60 Hektar als landwirtschaftliche Flächen genutzt und Forstwirtschaft wurde auf 151 Hektar betrieben. Die durchschnittliche Bodenklimazahl von Waldreichs beträgt 24,1 (Stand 2010).

## Sehenswürdigkeiten
- Schloss Waldreichs